# Bobby Charlton
Sir Robert "Bobby" Charlton, Kt, CBE (Ashington, 11 de outubro de 1937 – Londres, 21 de outubro de 2023) foi um futebolista inglês que atuou como médio ofensivo.
Entre as habilidades do jovem Bobby Charlton, estava a sua notável visão cerebral de jogo: jogava como centro campista avançado recuado, concluindo fulminantemente as ações ofensivas que procurava buscar atrás, de onde também costumava desferir eficientes chutes de média e longa distância.
Era também um verdadeiro gentleman da esportividade e do fair play e um hábil driblador, inspirado no ídolo de quase todo jovem inglês apreciador do futebol na época, o veterano Stanley Matthews.
É considerado um dos melhores jogadores da história, não só do futebol inglês, mas também mundial, deixando sua marca por todos os continentes.
Tinha o esporte no sangue por parte de mãe: três irmãos dela jogaram profissionalmente como zagueiros. Seu irmão Jack seguiu o modelo da família e foi seu companheiro na Seleção Inglesa campeã do mundo em 1966.

## Carreira em clubes

### Início
Vindo das categorias de base do Manchester United, então um clube médio da Inglaterra em ascensão, estreou no time principal em 1954. Fez parte dos chamados Busby Babes, os "bebês" do técnico da equipe, o escocês Matt Busby. O carinhoso apelido dado ao elenco vinha da baixa média de idade do grupo (22 anos).
Marcou dois gols em sua estreia e logo fez grande dupla com Tommy Taylor. Em sua segunda temporada, foi campeão inglês com o United. Na posterior, foi bicampeão e chegou com o time até as semifinais da Copa dos Campeões da UEFA, caindo frente à força dominante do continente, o Real Madrid de Alfredo di Stéfano.

### Driblando a morte

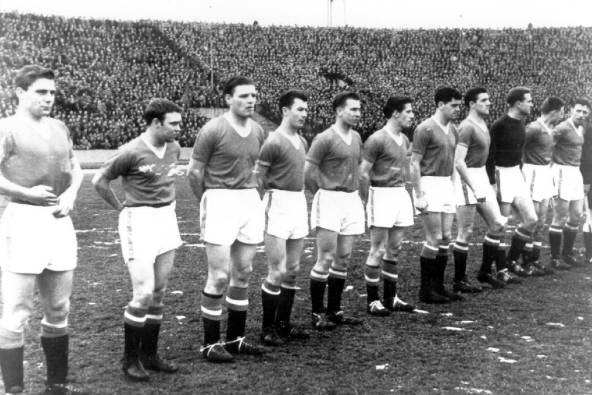
O último jogo dos Busby Babes antes do desastre aéreo de Munique. Charlton é o quinto jogador em pé, da esquerda para a direita.

O destino lhe reservou uma trágica surpresa em fevereiro de 1958: estava com o elenco do United voltando de partida em Belgrado, na Iugoslávia, onde o time tinha conseguido garantir novamente vaga nas semifinais da Copa dos Campeões após empatar em 3 x 3 com o Estrela Vermelha (ao qual havia derrotado no jogo de ida, em Old Trafford). O avião fretado pelo clube fez escala em Munique, na Alemanha Ocidental. A decolagem só conseguiu ser feita na terceira tentativa, após falhas nos motores, para logo depois resultar em uma das maiores tragédias relacionadas ao futebol: a aeronave desabou ainda na cerca do aeroporto, desintegrando-se em uma casa desabitada adiante.

O acidente mataria, dentre outros, oito jogadores da equipe, para a qual era previsto um futuro brilhante. Entre as vítimas estavam seu parceiro Tommy Taylor. Ainda com 20 anos, Bobby ficou gravemente ferido, mas sobreviveu. Três meses depois, já estava atuando em um United em reconstrução na final da FA Cup, perdida para o Bolton Wanderers. Nada demais para quem já havia vencido a morte. No mês seguinte estava entre os convocados para a Copa do Mundo de 1958 pela Seleção Inglesa.

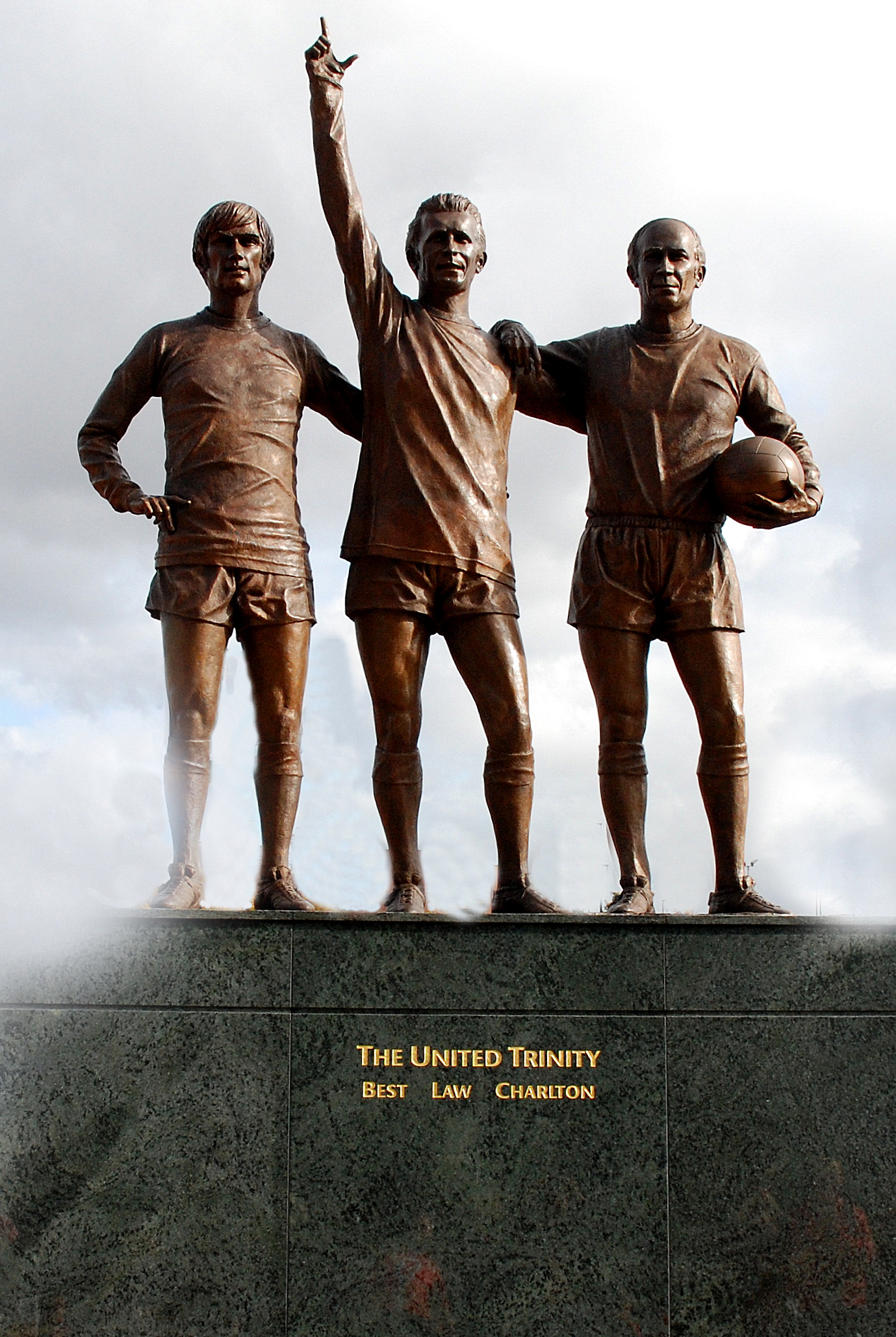
Estátua A Trindade United, homenageando o trio Best-Law-Charlton.

### Participando da reconstrução do United
Estrela principal entre os remanescentes do acidente ao lado do técnico Busby, Charlton continuaria a jogar em Old Trafford, apelidado por ele de Theatre of Dreams ("Teatro dos Sonhos"), pelos próximos 15 anos. Participou ativamente da nova ascensão da equipe, primeiramente com o título na FA Cup, em 1963. Depois, com dois títulos da liga inglesa entre 1965 e 1967. No primeiro, a conquista foi decidida apenas no goal average (quociente da divisão dos gols marcados pelos gols sofridos), após empate em número de pontos, vitórias, empates e derrotas com o segundo colocado, o Leeds United - curiosamente, onde jogava o irmão de Bobby, Jack Charlton.
Àquela altura, o Manchester United já contava com outros dois jogadores que com Charlton formariam a santíssima trindade do time em campo: o escocês Denis Law e o norte-irlandês George Best. Na Copa dos Campeões de 1966, o clube novamente chegou às semifinais da competição, parando nos iugoslavos do Partizan após terem passado pelo Benfica de Eusébio com um 5 x 1 no Estádio da Luz. A decepção foi logo esquecida com o título na Copa do Mundo naquele ano, disputada logo depois, em que Charlton reencontrou e eliminou Eusébio e os portugueses na semifinal. Ao final daquele ano, receberia a Bola de Ouro da France Football como melhor jogador do continente.
O título europeu com o United finalmente veio em 1968, após decepção no campeonato inglês, em que o título foi perdido por dois pontos para o rival Manchester City. Na decisão, um novo tirateima entre os ingleses e Eusébio e os demais portugueses do Benfica. O jogo, em Wembley, onde a Inglaterra batera Portugal na Copa dois anos antes com dois gols de Bobby e depois fora campeã sobre a Alemanha Ocidental, terminou empatado em 1 x 1.
Autor do gol do United no tempo normal, Charlton colocaria os britânicos na frente na prorrogação, terminada em 4 x 1 para os Red Devils no ápice da consagração do time até então.

### Final da carreira
Após ter atingido o auge, entretanto, o United passou a decair, ainda mais com a saída de Busby do cargo de técnico, em 1971. Já veterano e não chamado mais para a Seleção Inglesa desde a eliminação na Copa do Mundo de 1970, Bobby deixou o clube em 1973 juntamente com Denis Law. Saiu com 758 partidas (um recorde só batido pelo galês Ryan Giggs em 2008) e 249 gols marcados (ultrapassado apenas por Wayne Rooney). Foi para o Preston North End, onde reencontrou seu ex-colega de Manchester e Seleção na Copa de 66 Nobby Stiles.
No Preston, da segunda divisão inglesa, Charlton atuou como jogador e técnico. Não fez sucesso: na triste temporada de 1973/74, em que ficou no time, o clube terminou em penúltimo e foi rebaixado para a terceira, enquanto via o United ser também vergonhosamente rebaixado para a segunda. Ainda assim, recebeu naquele ano o título de Sir pela Rainha Elizabeth II. Charlton encerrou a carreira profissional no pequeno Waterford United, no ano seguinte.
Em 1976, seria brevemente técnico do Wigan Athletic. Posteriormente, faria alguns jogos não-oficiais na África do Sul.

## Seleção Inglesa
Charlton fez sua estreia pela Inglaterra em 1958, em vitória por 4 x 0 sobre a Escócia no Campeonato Britânico de Nações. Seus dois primeiros gols foram marcados no segundo jogo, em amistoso contra Portugal, sendo os da vitória por 2 x 1 em Wembley. A primeira derrota envolveu em uma aflita viagem por óbvias razões à Iugoslávia, já após o acidente de Munique. Contra a Seleção Iugoslava, os ingleses levaram de 0 x 5.
Foi chamado para a Copa do Mundo de 1958, mas não jogou. Foi ao mundial seguinte já como prolífico artilheiro do English Team, marcando na vitória de 3 x 1 contra a Argentina na primeira fase o seu 25º gol em apenas 38 partidas por seu país. Na Copa de 1966, em que os ingleses eram os anfitriões, liderou a seleção rumo ao seu primeiro e único título no torneio. Marcou três gols na competição, dois deles cruciais na semifinal, contra a seleção de Portugal, os dois da vitória por 2 x 1. Na final, acabou não tendo o mesmo destaque: Franz Beckenbauer foi escalado para marcá-lo e os dois se anularam.
Já aos 33 anos, foi chamado para a Copa do Mundo de 1970, onde não marcou. Ainda assim, a Inglaterra passou à segunda fase, onde reencontrou os alemães-ocidentais na disputa de uma das vagas para a semifinal. Os ingleses venciam por 2 x 0 e o técnico Alf Ramsey, buscando poupá-lo, resolveu tirá-lo. Foi a primeira vez que Bobby foi substituído em jogo pela seleção, que acabou perdendo de virada por 2 x 3 e eliminada. "Coisas do futebol", teria respondido. Seria seu último jogo pela Inglaterra, saindo como quem mais atuou por ela até então (atualmente, é o sétimo). Ainda é o terceiro maior artilheiro da Seleção Inglesa, com 49 gols, atrás somente de Wayne Rooney e Harry Kane.

## Morte
Charlton morreu em 21 de outubro de 2023, aos 86 anos. A causa da morte foi dada como complicações de demência.

## Títulos
Manchester United
- Liga dos Campeões da UEFA: 1967-68
- Campeonato Inglês: 1955-56, 1956-57, 1964-65, 1966-67
- Copa da Inglaterra: 1962-63
- Supercopa da Inglaterra: 1956, 1957, 1965, 1967

Seleção Inglesa
- Copa do Mundo FIFA: 1966
- British Home Championship: 1957-58, 1958-59, 1959-60, 1960-61, 1963-64, 1964-65, 1965-66, 1967-68, 1968-69, 1969-70, 1970-71

### Prêmios individuais
- FIFA 100: 2004
- Bola de Ouro da Copa do Mundo da FIFA: 1966
- All-Star Team da Copa do Mundo da FIFA: 1966, 1970
- Ballon d'Or: 1966
- 10.º melhor jogador de futebol do século XX da IFFHS